# 身處銀河間
《身處銀河間》（又译佇立銀河）是美国纪录片剧集系列《宇宙时空之旅》的第一集。该集于2014年3月9日在福克斯电视网旗下的多个频道播出，包括国家地理频道、FX、Fox Life等。本集由剧集主持人、天体物理学家奈爾·德葛拉司·泰森主持，布兰农·布拉加执导，莉维娅·哈尼奇（Livia Hanich）和史蒂文·霍尔茨曼（Steven Holtzman）制作，安·德鲁彦和史蒂文·索特编剧。
该系列是20世纪80年代卡尔·萨根主持的电视剧《宇宙：個人遊記》的续集，现由泰森主持。其主题包括天文学、太空与时间、天体物理学、生物学以及其他科学领域。在本集中，泰森带领观众游览太阳系和银河系，介绍了文艺复兴时期哲学家焦尔达诺·布鲁诺及其对宇宙的见解，回顾了从宇宙诞生至今的“宇宙历”，最后向卡尔·萨根致敬。本集首次播出时，美国总统巴拉克·奥巴马发表了简短的开场致辞。
该集获得了好评，但因在布鲁诺生平的呈现上存在历史准确性等问题而受到批评。此外，它还获提名并赢得了第66届黄金时段创意艺术艾美奖的最佳电视剧音乐创作奖。

## 剧情简介

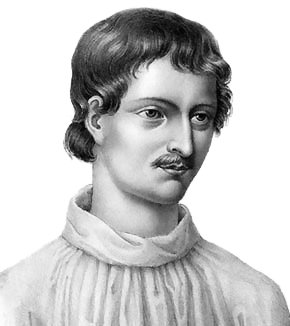
该集叙事部分重点介绍了焦尔达诺·布鲁诺（1548–1600）的天文学理论及其在天主教会中的接受情况。

泰森的“想象力飞船”可以抵达时间与空间的任何地方。泰森乘坐“想象力飞船”出发，探索地球在室女座超星系团中的宇宙坐标，以及它在时空中的位置。当观众与他一同漂浮穿过太阳系的行星时，他掠过金星，展示了这颗行星强烈的温室效应及其极高的温度。接着，他探索了木星的大红斑——一个大小是地球三倍的飓风，并通过对比展示出地球在大红斑下的渺小。随后，他路过了距离地球最远的人造物体旅行者1号，并解释旅行者金唱片的用途。
穿过了太阳系的最外围奥尔特星云后，泰森解释了人类在宇宙中的视觉是多么有限，并辅以红外相机“看到”极其黑暗的流浪行星作为例子。随后，他探讨了气泡理论。可观测的宇宙可能只是多重宇宙气泡集合中的一颗气泡，类似于瀑布中的水滴。
在本集后半部分的动画片段中，泰森讨论了16世纪意大利哲学家焦尔达诺·布鲁诺（由塞思·麦克法兰配音）的生平与思想。布鲁诺做了一个梦，梦见太阳不过是一颗普通的星星，而宇宙中存在众多如太阳系一般围绕有行星的恒星。泰森随后指出布鲁诺的猜想在当时缺乏科学依据，但这些猜想也可以为后人提供指引。之后，他介绍了卡尔·萨根的宇宙日历，展示了宇宙的历史。本集以泰森介绍卡尔·萨根的人生与事业作为结尾，并提到了他与萨根的第一次见面，以及萨根如何激励他成为一名天体物理学家。

## 制作

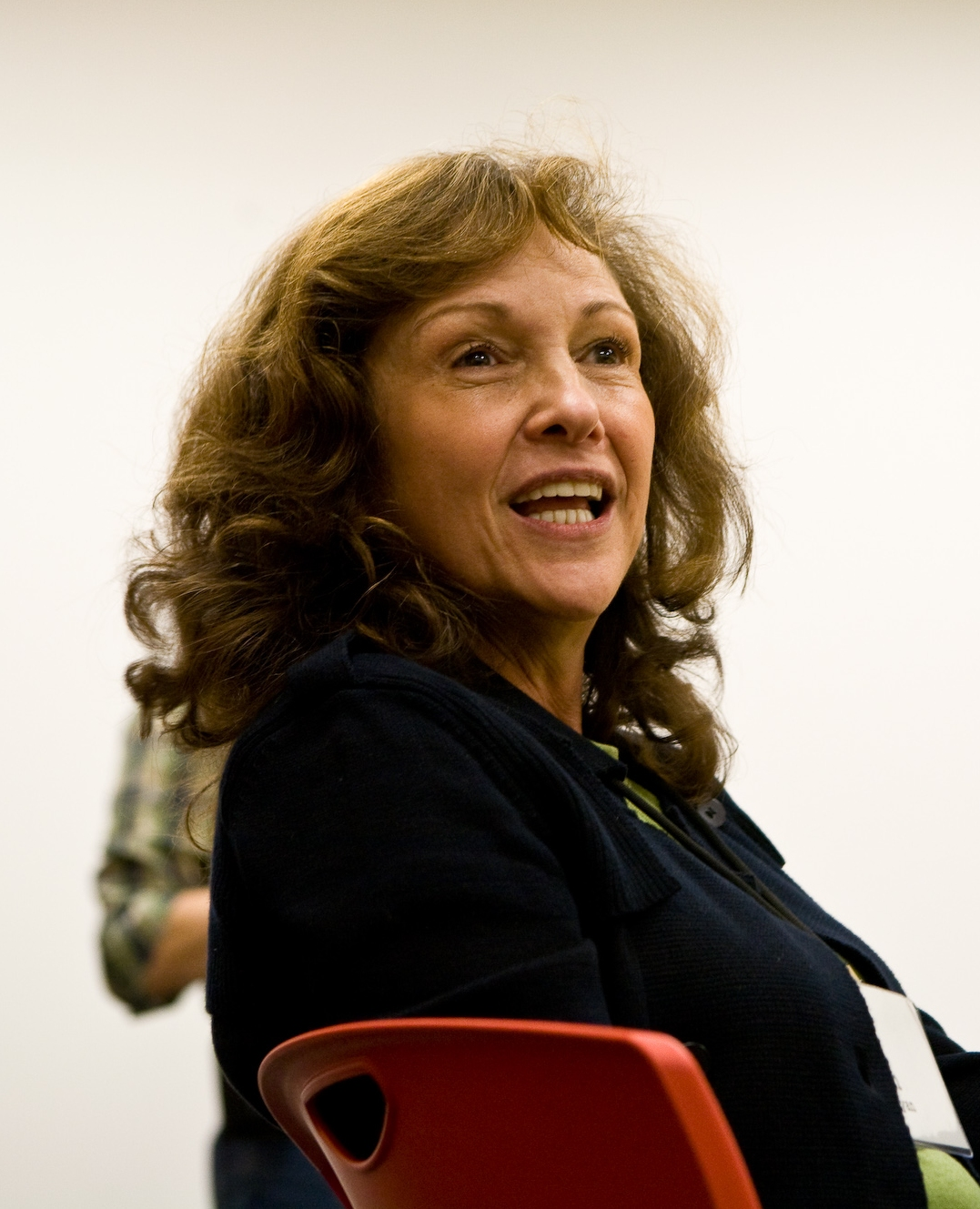
卡尔·萨根的遗孀安·德鲁彦为本片的编剧之一

安·德鲁彦、史蒂文·索特以及天体物理学家泰森曾计划制作卡尔·萨根《宇宙：個人遊記》的全新续集，并在萨根去世后仍继续向多家电视台推销这一想法。2008年，制片人塞思·麦克法兰在科学与娱乐交流中心与泰森会面，泰森向他介绍了重启《宇宙》系列的想法。麦克法兰对此产生了兴趣，并将该想法提交给了福克斯广播公司电视网络。
该集由布兰农·布拉加导演，德鲁彦和索特为编剧。该集介绍了哲学家布鲁诺的一生，其配音由本剧执行制片人麦克法兰担任，此外还有其他一些角色由麦克法兰和演员保罗·特尔弗配音。本集的特效由位于纽约市的 DIVE VFX 工作室制作。该集还引入了一艘由概念藝術家瑞安·丘奇重新设计的全新“想象力飞船”。其被The Verge称之为"J·J·艾布斯的进取号星舰"。该集的动画部分由卡拉·瓦洛制作。

## 反响
该集首播时在18-49岁年龄段的收视率为2.1%，收视份额为5%，有577万美国人通过福克斯电视台观看。尼尔森公司估计，共有850万人通过福克斯旗下的10个频道观看了周日的节目，包括福克斯广播、国家地理频道和FX频道。该剧的执行制片人麦克法兰在推特上表示，仅在美国就有1200万名观众观看了《宇宙时空之旅》的首播，如果加上在DVR上观看的观众，则总观看人数达到1750万。
本集获得了评论界的好评。影音俱樂部的John Teti表示：“《宇宙时空之旅》既雄心勃勃又别具一格。它试图在每周 44 分钟的电视剧中传达人类最广阔的思想。”并对该剧的创作给予了积极的评价。他也批评了该剧“剧本粗糙，这种粗糙在本集后续部分会更频繁地出现”。IGN的Max Nicholson给本集打了8.5分（“优秀”），总结道：“这部纪录片系列毫不掩饰地描绘了有争议的宗教组织形象，但它向创造性思维伸出了橄榄枝，并以一种充满奇思妙想的方式探讨了信仰的概念。”Slate杂志记者Phil Plait也给出了积极的评价，他说他认为这集节目“更有趣且意义深远的地方在于，其阐述了对思想的压制，以及探索思想自由的伟大之处”。
其他评论则批评了有关布鲁诺片段的历史准确性，并质疑该剧为何没有刻画同时期更重要的天文学家，如哥白尼、伽利略或托马斯·迪格斯，或者更早的中世纪自然哲学家库萨的尼各老。他们先于布鲁诺提出了多元世界的可能性。
2014年3月9日，该剧集在奧克拉荷馬市福克斯旗下电视台KOKH-TV首播时，节目被中断了15秒，FOX 25晚间新闻的广告覆盖了泰森描述人类进化的独白部分。KOKH-TV就此事发表声明道歉，并否认了该事件是故意为之，而是“操作员失误”造成的。 